# ガーラ湯沢スキー場
ガーラ湯沢スキー場（ガーラゆざわスキーじょう）は、新潟県南魚沼郡湯沢町に位置し、東日本旅客鉄道（JR東日本）のグループ会社である株式会社ガーラ湯沢が運営するスキー場。GALA湯沢スキー場と表記される場合もある。1990年（平成2年）12月20日開業。

## 概要
JR東日本の地元社員の発案により立ち上げられた社内プロジェクトによって、上越新幹線・越後湯沢駅に隣接する保線基地の裏山に「新幹線から直接行けるスキー場」として整備された。1987年に国鉄分割民営化により誕生したばかりであるJR東日本にとって初のリゾート開発であった。
スキー場の整備と同時に、敷地内に上越新幹線の列車が発着するガーラ湯沢駅も整備され、首都圏直結のスキー場となった。このアクセスのよさから首都圏からのスキー・スノーボード客に人気のスキー場である。また、JR東日本のグループ会社であることから、場内一日券などのオプションを追加した企画乗車券が設定されており、普通に乗車券を買うよりも得な場合も多い。なお、ガーラ湯沢駅は冬季のスキー場営業期間中のみ開設される臨時駅である。
「三山共通リフト券」を購入すれば、ガーラ湯沢スキー場と接続している石打丸山スキー場や湯沢高原スキー場、また石打丸山スキー場と隣接する石打花岡スキー場も利用することが出来る。
スキー場の所在地は、湯沢町および十日町市の境界未確定区間にまたがる。2020年、湯沢町が新潟地方裁判所に境界の確認を求めて提訴、2023年6月5日に湯沢町の主張を認める判決が出ており、2025年2月6日には二審の東京高等裁判所でも湯沢町の主張を全面的に採用した。

## 沿革
1988年に初代運営会社「上信越高原リゾート開発株式会社」が設立され、2年後の1990年に開業。この会社はJR東日本を筆頭株主に、湯沢町、塩沢町、中里町といった地元自治体も出資した。
開業当時はスキーブームの絶頂期にあり、開業からしばらくは入場者数が36万～37万人と高水準であった。しかしそのブームは長く続かず、1993年以降は入場者数が年々減少、更に工事費の高騰によって初期投資額が当初よりも膨らみ、惨憺たる経営状態に陥った。そこで1997年に温泉や温水プールを備えた温浴施設を設置してテコ入れを図るも累積債務の解消には至らず、1999年に上信越高原リゾート開発株式会社は解散。JR東日本は貸付金や出資金など91億円を子会社整理損として処理した。その後「新幹線直結型のスキー場として鉄道事業への貢献も大きい」という理由から、JR東日本は現在の運営会社である株式会社ガーラ湯沢を設立し、経営の健全化を図った上で運営を継続することとした。
新会社設立後も入場者数は減少し続け、2006年度には16万人に達したものの、2007年以降は団塊世代の定年退職や外国人旅行客の増加などで入場者数が増加に転じ、2012年度には30万人台にまで回復した。

## ゲレンデ

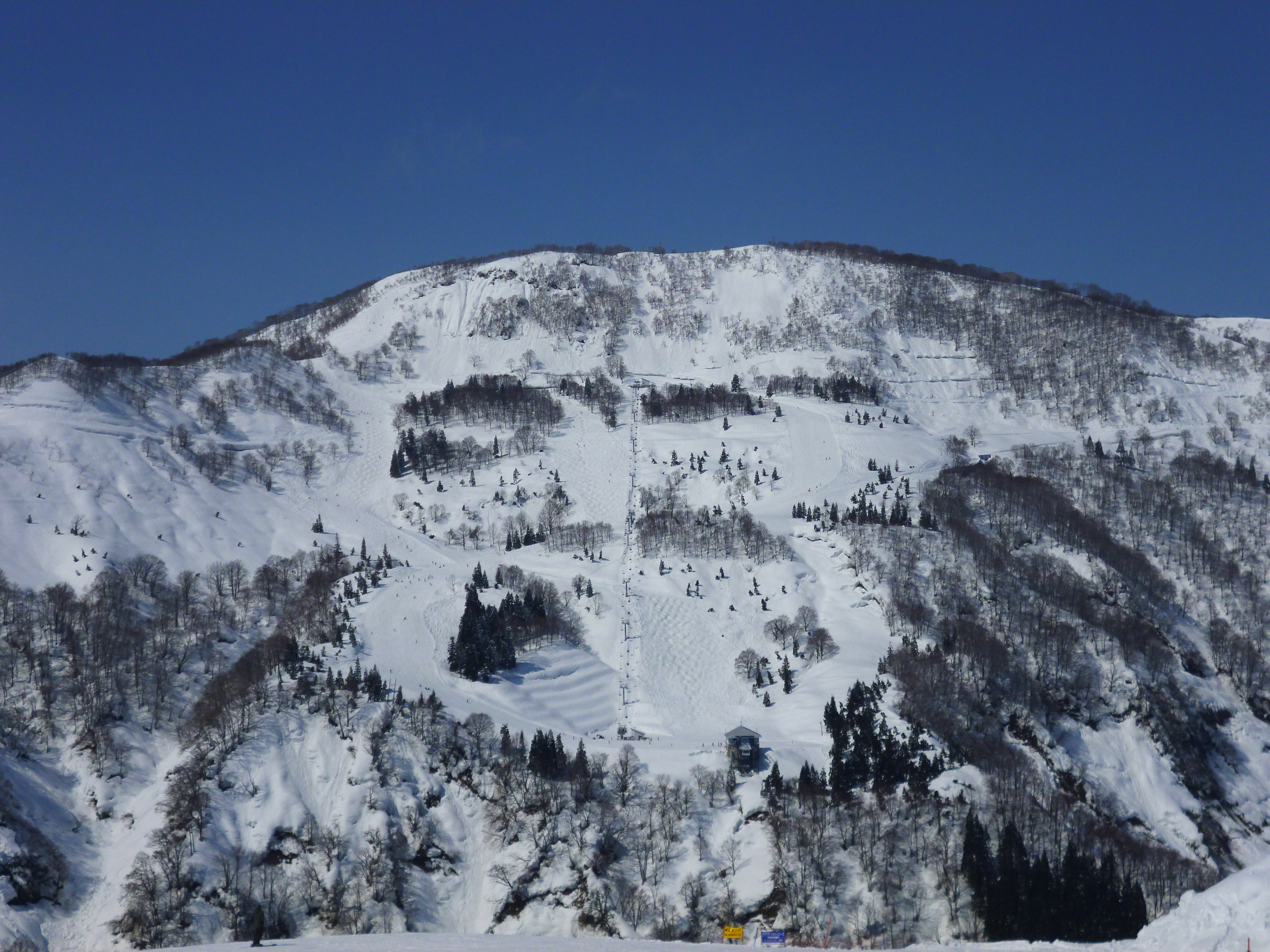
南エリア（湯沢高原スキー場からの眺め）

ゲレンデは4つのエリアに分かれている。
中央エリア（エーデルワイス・メロディ・エンターテイメント・ジジ・グルノーブル・ソリあそびゲレンデ・雪あそびコーナー）
南エリア（バットマン・260万ダラー・ブロンコ・イライザ）
北エリア（ブロードウェイ・ディスカバリー・スワン・ローマンホリデー・ジョアンナ・スーパースワン・スーパーブロードウェイ・初心者用スノーパーク）
下山コース ファルコン
コースのうち中央エリアの「メロディ」は人工スノーマットを備えており、夏季のサマーゲレンデ営業に対応している。
2010年度より、北エリアから麓のスキーセンター カワバンガに降りられる、全長2.5 kmの下山コースが誕生した（2011年度より「ファルコン」の名称が付けられた）。
三山共通リフト券または各スキー場リフト券の購入により、南エリアからロープウェイ「ランドー」で湯沢高原スキー場へ、北エリアからコース「ローマンホリデー」を経由して石打丸山スキー場へ行くことができる。
悪天などにより営業休止になった場合、石打丸山スキー場、湯沢高原スキー場、NASPAスキーガーデンなどに振り替え営業することもある。

## 施設

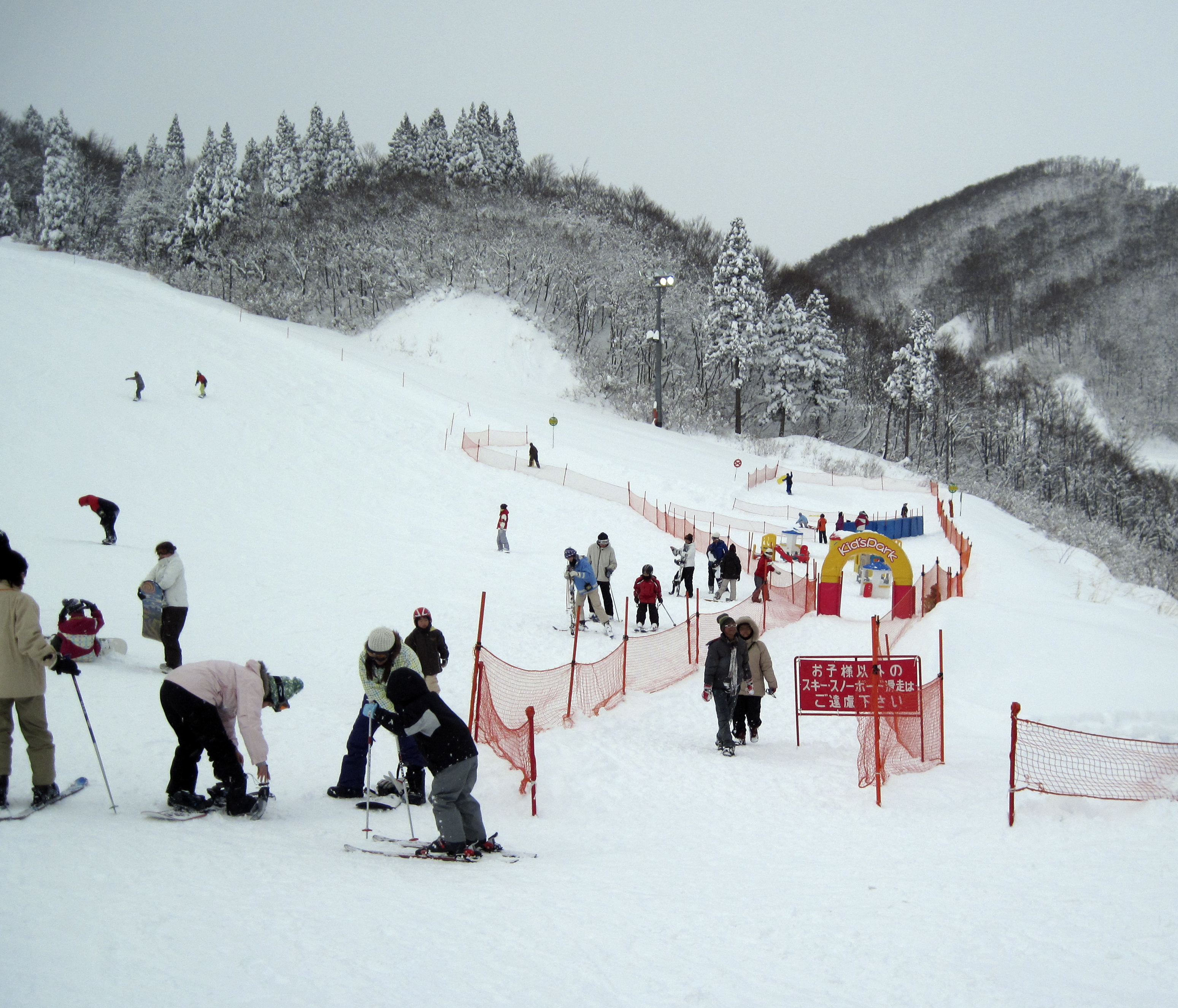
ちびっこゲレンデ （右奥）

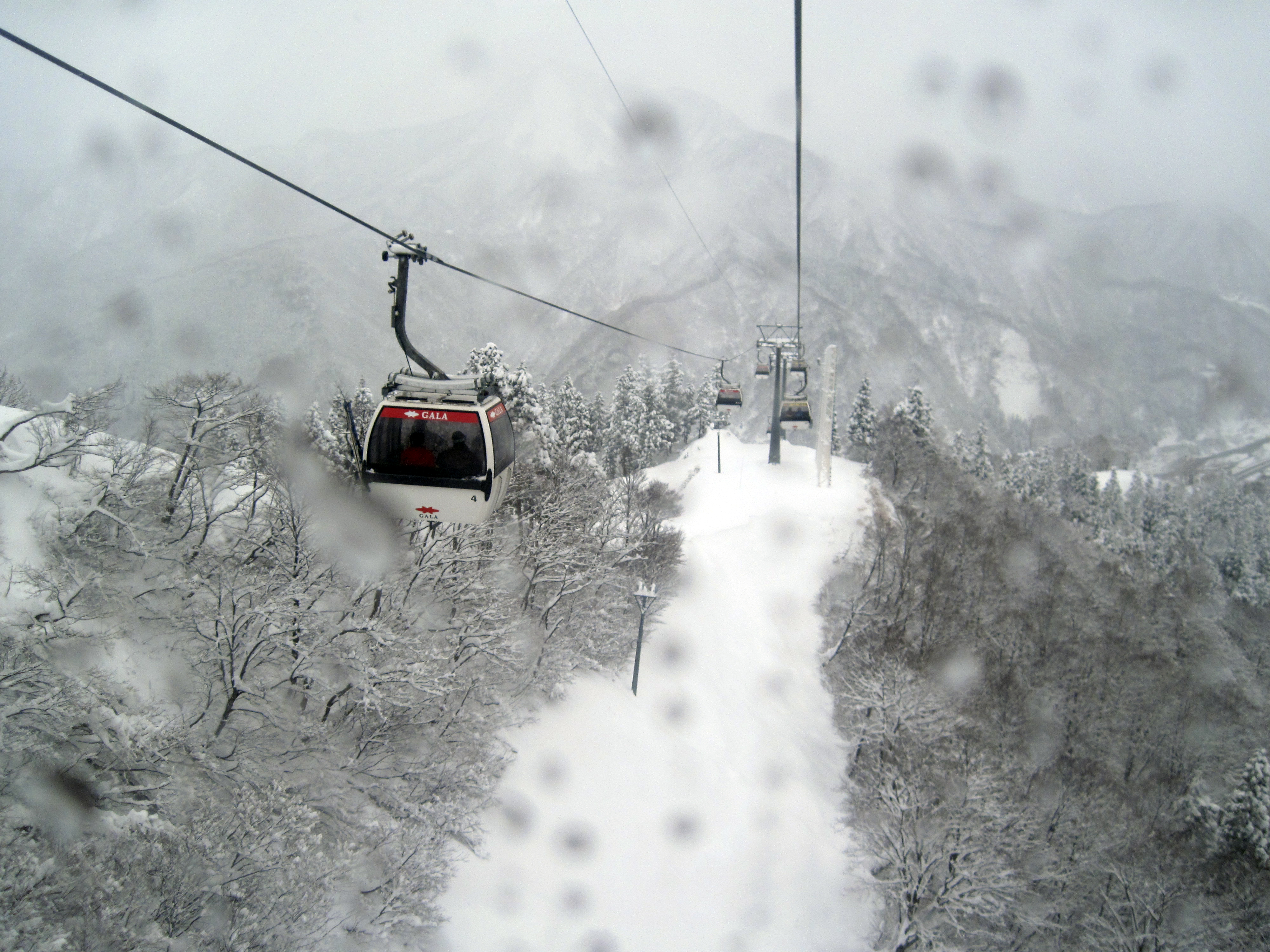
ゴンドラからの眺望

スキーセンター カワバンガ（ガーラ湯沢駅）
ガーラ湯沢駅の駅舎がそのままスキーセンターとなっている。2階フロアには新幹線改札口・みどりの窓口と、用具レンタルやロッカールームなどといったスキーセンターとしての設備、さらに中央エリア麓に通じる8人乗りゴンドラ「ディリジャンス」の発着場が集中して設けられており、利便性が高い。また下記を含むカワバンガ内の一部店舗ではSuicaショッピングサービスが利用できる。なおカワバンガの語源はサーファーがよく使用する英語のスラング（「やったあ」などの歓喜の意味）。
- SPAガーラの湯

1997年11月7日開業。カワバンガ3階にある温泉施設。大浴場、フィットネスプールがある。泉質については越後湯沢温泉を参照。
- ショップ

カワバンガ2階にある売店。
- 駐車場

カワバンガのエントランス付近，ガーラ駐車場（県道462号線沿い），ガーラＰ（県道351号線沿い）にそれぞれ設けられており、週末等の混雑時には国道17号線沿いにも臨時駐車場が用意される。計800台収容可能で駐車無料。ガーラＰと国道17号沿いの駐車場までは無料送迎バスがガーラ湯沢駅から運行される。
リフト
ロープウェイ：（ランドー）1基、ゴンドラ（ディリジャンス）1基
クワッド（ソーシャブル，バルーシュ，ビクトリア）3基
トリプル（テイルバリー，バギー）2基
ペア（フェートン，ワゴネット，コーチ，シャリオ）4基
それぞれに馬車にちなんだ名前が付けられている。リフトはいずれも落下防止のセーフティーバーを備える。また「ディリジャンス」のゴンドラの一部はJR東日本の新幹線車両やグループ会社の東京モノレールの車両をモチーフとした塗装となっている。「ランドー」は湯沢高原スキー場への連絡用ロープウェイだが、当スキー場のリフト券のみで乗車できる。
リフト券はICカード方式となっており、乗り場に専用のゲートが設置されている。
レストハウス チアーズ
中央エリア麓にあるレストハウス。カワバンガから通じる「ディリジャンス」の発着場が併設されている。1階のショップ「Jour de GALA」ではSuicaショッピングサービスが利用できる。2階では、2020年12月16日より、同日設置されたワークスペース内にて、駅ナカシェアオフィス「STATION WORK」が利用可能である（事前予約制）。
レストラン オーレ
北エリア麓に設置されたレストラン。

## その他
- 2006年2月25日夕方、ゲレンデとガーラ湯沢駅を結ぶゴンドラが強風のために運転を停止し、約1,450人が下山できなくなった[5]。一部希望者（上級者のみに限られた）については雪上車で石打丸山スキー場との連絡コースまで上り、係員の誘導によって石打丸山スキー場の麓まで滑走という対応が取られた。2007年1月7日午後にも同様の理由で、6時間に渡り約3,000人が下山できなくなった[5][6]。2010年度以降は「下山コース ファルコン」の整備もあり、スキー場が孤立するケースは少なくなっているが、同コースは途中に狭い箇所や斜度のきつい箇所があり、初級者は滑走を控えるよう看板や場内放送などでアナウンスされている。
- 2006年度から2009年度まで南エリアを閉鎖していた。原因は南エリアに架かる高速4人乗りリフト（ワゴネット）の山頂駅舎付近で、地盤の変動及びそれに伴う駅舎のずれが観測されたため。閉鎖中は、湯沢高原スキー場との連絡がシャトルバスに頼る状況となっていた。その後、2010年度より南エリアと湯沢高原スキー場と連絡するロープウェイ「ランドー」が営業を再開した。なおこの際ワゴネットが通常のペアリフトに架け替えられたため、乗車時間が長くなっている。
- ウェブサイトの画面右側「ライブカメラ」（中央エリア・北エリア）から、Webカメラを使ってそれぞれのゲレンデの様子を見ることができる[20][21]。

## アクセス
公共交通

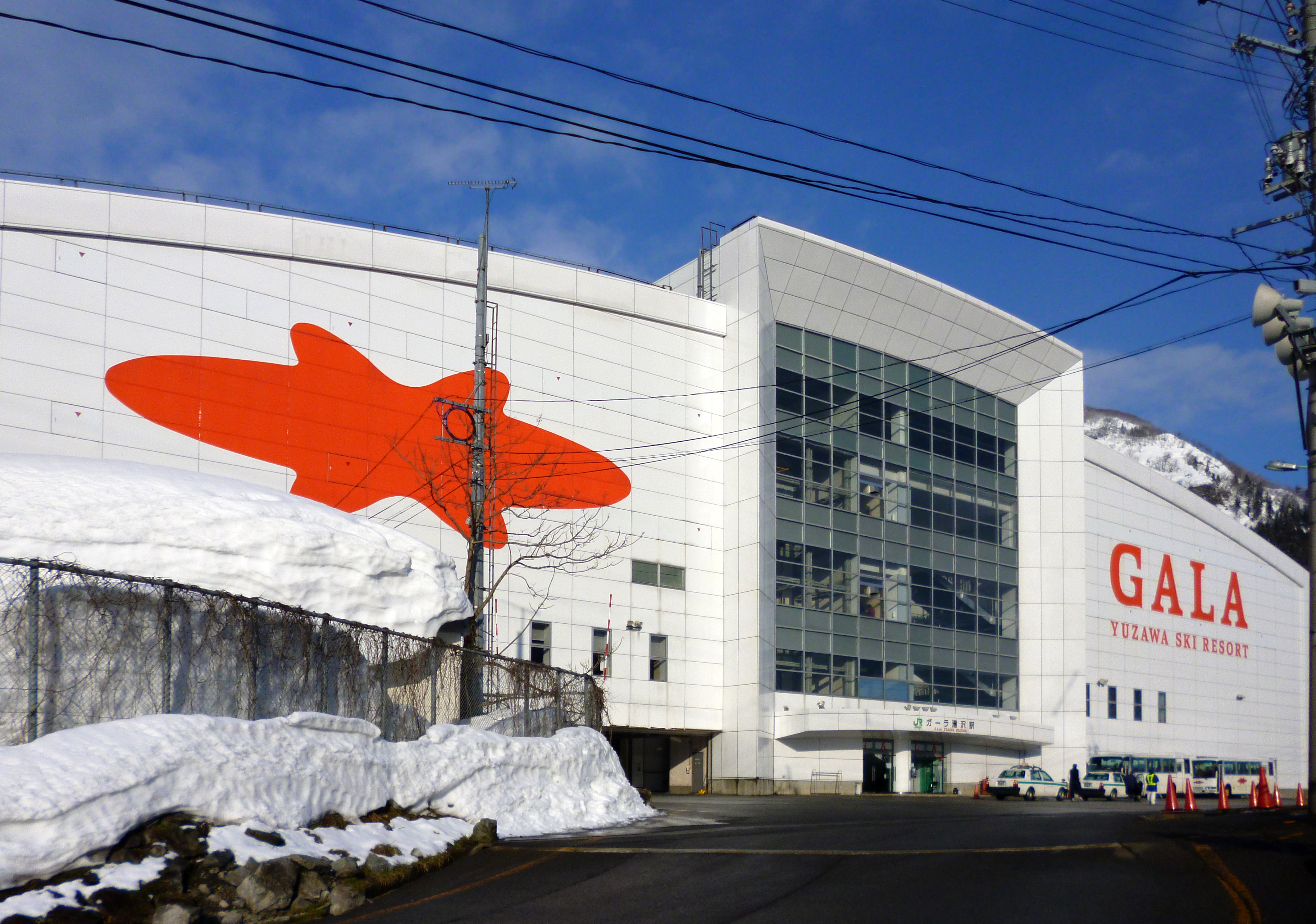
スキー場と直結のガーラ湯沢駅
JR東日本では“ラクに行こう”をキャッチフレーズにしている

- 上越新幹線ガーラ湯沢駅からゴンドラリフト「ディリジャンス」を利用する。
  - 越後湯沢駅からはガーラ湯沢駅行きの無料シャトルバスを利用する[22]。

車
- 関越自動車道
  - 首都圏からは湯沢インターチェンジより、国道17号経由で約3.3 km
  - 新潟方面からは塩沢石打インターチェンジより、国道17号経由で約6 km